# Вулзи (Џорџија)
Вулзи (Џорџија) (енгл. Woolsey) град је у америчкој савезној држави Џорџија. По попису становништва из 2010. у њему је живело 158 становника.

## Демографија
Према попису становништва из 2010. у граду је живело 158 становника, што је 17 (9,7%) становника мање него 2000. године.
| Група             | 2000.       | 2010.       |
| Белци             | 166 (94,9%) | 149 (94,3%) |
| Афроамериканци    | 6 (3,4%)    | 5 (3,2%)    |
| Азијати           | 2 (1,1%)    | 0 (0,0%)    |
| Хиспаноамериканци | 1 (0,6%)    | 2 (1,3%)    |
| Укупно            | 175         | 158         |